# Doktor der Medizin
Doktor der Medizin oder lateinisch Doctor medicinae (kurz Dr. med.) ist ein akademischer Grad und in manchen Ländern ein sogenanntes Berufsdoktorat.
In den Vereinigten Staaten, Österreich und einigen anderen Ländern, nicht jedoch z. B. in Deutschland, wird nach dem Abschluss eines Diplomstudiengangs der Humanmedizin ohne Promotionsleistung ein sogenanntes Berufsdoktorat (in Österreich Dr. med. univ.) verliehen. Es entspricht dem in Deutschland das Studium abschließenden Examen. Das Führen der medizinischen Berufsdoktorgrade ist ausschließlich in der jeweils verliehenen Originalform möglich. Berufsdoktorgrade aus EWR-Ländern dürfen ohne den sonst obligatorischen Herkunftzusatz geführt werden. Die Führung dieser Grade als Dr. oder als Dr. med. sowie in einer anderen ins Deutsche übersetzten Form ist aufgrund des Fehlens einer Promotionsleistung nicht erlaubt.
Eingeführt wurde der durch einen besonderen Promotionsakt verliehene Doktortitel im 13. Jahrhundert, zunächst nur für dozierende Ärzte.

## Deutschland
In Deutschland ist zur Erlangung des Grades eines Dr. med. (lateinisch doctor medicinae ‚Doktor der Medizin, Lehrmeister der Heilkunde‘) eine Promotion notwendig. Das Promotionsverfahren kann zwar bereits vor Abschluss des Studiums begonnen, aber nicht beendet werden. Der Doktorgrad darf erst mit Vergabe der Promotionsurkunde getragen werden, nachdem das Promotionsverfahren nach Abschluss des Studiums beendet wurde. Dies geschieht in den meisten Fällen, wie bei anderen Promotionen auch, nach einer Verteidigung und der Publikation der Promotion.
Medizinische Promotionen nehmen im Vergleich mit Promotionen in anderen Fächern eine Sonderrolle ein. Zum einen kann die Arbeit an der Dissertation schon vor Studienende begonnen werden, zum anderen waren 2009 die Promotionen hinsichtlich Anspruch und Umfang oft eher mit den Masterarbeiten oder ehemaligen Diplomarbeiten in naturwissenschaftlichen Fächern vergleichbar als mit den dort üblichen Promotionsarbeiten. Aus diesem Grund wurde 2002 der deutsche Dr. med. (doctor medicinae) im englischsprachigen Raum dem Ph.D. als nicht gleichwertig erachtet, wie der Europäische Forschungsrat (ERC) feststellte. Der deutsche Wissenschaftsrat vertrat 2009 eine ähnliche Position. Allerdings entspricht der akademische Grad wie alle Doktorgrade dem dritten Studienzyklus des Europäischen Qualifikationsrahmens (EQR) und hat mit Niveau 8 das höchste erreichbare Niveau. Weiterhin können Mediziner nachweisen, dass ihre Promotionsleistungen dem Umfang eines Ph.D. entsprechen, und beim ERC einen Antrag auf Gleichsetzung mit einem Ph.D. stellen.
Manche Universitäten, etwa die TU München, bieten aufgrund obengenannter Problematik mittlerweile, neben dem klassischen Dr. med., alternativ auch die etwas umfangreichere Promotion zum Dr. med. sci. an, welche sich speziell an „forschungsinteressierte Medizinstudierende“ richtet. Dabei sind sowohl der zeitliche Umfang (mindestens ein Jahr Vollzeit) als auch die Zugangsvoraussetzungen (keine Mindestnote) einer Promotion zum Dr. med. sci. aber noch immer deutlich geringer als bei einer Promotion zum PhD/Dr. rer. nat., welche beide auf 3–4 Jahre ausgelegt sind und einen guten Universitätsabschluss voraussetzen.

## Österreich
In Österreich wird der medizinische Doktor teilweise nicht als Dr. medicinae (kurz Dr. med.) bezeichnet, sondern seit 1872 als Dr. medicinae universae (lateinisch; kurz Dr. med. univ.), also als „Doktor der gesamten Heilkunde“. Dies ist geschichtlich auf eine kaiserliche Entschließung zurückzuführen, nach welcher das praxisnahe chirurgische und das theoretische medizinische Studium zu einem vereint wurden. Die erste Frau, die als Dr. med. univ. promoviert wurde, war Maria Schuhmeister am 25. Juli 1905 an der Karl-Franzens-Universität Graz.
Bei Studienabschluss (Studienbeginn ab 2002) wird der Diplomgrad bzw. der Mastergrad Dr. med. univ. im Rahmen einer Sponsion verliehen. Früher – zu Zeiten der Studienordnung 1978 und davor sowie bis 2004 – wurde das Studium als Doktorats- oder Rigorosenstudium geführt, welches selbst nicht das Schreiben einer wissenschaftlichen Arbeit voraussetzte – man konnte damals zwischen dem Verfassen einer Dissertation oder dem Besuch einer vertieften Ausbildung (meist 2 semesterstündige Spezialseminare) wählen. Das österreichische Medizinstudium wurde im Zuge des Universitätsgesetzes 2002 auf Diplomniveau gesetzt; seither ist es mit einer Regelstudiendauer von 12 Semestern neben dem Veterinärmedizin-Studium das längste Diplomstudium und vom Arbeitsaufwand von 360 ECTS befüllter als ein Bachelor- und Masterstudium mit kumulierten 300 ECTS. Abschlüsse die nach 2002 vergeben wurden, werden daher nicht mehr als Promotion gezählt, sondern der akademische Grad bei Studienabschluss nach Verfassen einer Diplomarbeit verliehen (Berufsdoktorat). Daher ist beispielsweise in Deutschland die Eintragung eines so erworbenen „Dr.“ in den Pass nicht zulässig und gemäß dem Passgesetz 2009 (§ 4 Abs. 1.3) verboten. In Deutschland darf dieser Grad nicht in Form eines „Dr.“, sondern nur mit vollständigem fachlichen Zusatz als „Dr. med. univ.“ geführt werden. Für vor 2002 erworbene Studienabschlüsse gilt hingegen weiterhin die Anerkennung mit dem jeweils durch die Universität verliehenen Titel. Es gab auch Übergangsbestimmungen, wenn man bereits nach dem alten Studienplan immatrikuliert war.
Ein tatsächlicher Doktorgrad kann mit dem nachfolgenden zumindest dreijährigen Doktoratsstudium der Medizinischen Wissenschaft (in Wien, Linz und Graz) oder einem PhD-Studium (Wien, Linz, Graz, Salzburg und Innsbruck) erworben werden. Dieser lautet nach Aberkennung des zuvor verliehenen Diplomgrades ergänzt „Dr. med. univ. et scient. med.“ (et scientiae medicae).
In manchen Nachfolgestaaten der Habsburgermonarchie hat sich der „Dr. med. univ“. oder eine verwandte Form im Gegensatz zum „Dr. med.“ gehalten, etwa in Tschechien – als MUDr, medicinae universae doctor.

## Schweiz
In der Schweiz gibt es verschiedene Arten von Doktortiteln in der Medizin: Dr. med., Dr. med. dent., und Dr. sc. med. Der Dr. med. und Dr. med. dent. erfordern eine Dissertationsarbeit und ein Jahr Forschung, wobei die Arbeit nach dem Masterabschluss und dem Staatsexamen eingereicht werden kann. Der Dr. sc. med. ist akademischer und umfasst drei Jahre, mehrere Publikationen und ein abschließendes Doktoratsexamen. Während der Dr. med. als Berufsdoktorat gilt, ist der Dr. sc. med. umfassender und anspruchsvoller.

## Tschechien und Slowakei
Der tschechische und slowakische akademische Grad eines Doktors der Medizin (cs: doktor všeobecného lékařství, doktor medicíny; sk: doktor všeobecného lekárstva, doktor medicíny; la: medicinae universae doctor), abgekürzt als MUDr., wird mit dem Abschluss eines sechsjährigen Studiums der Humanmedizin ohne zusätzliche Promotionsleistung vergeben. Dieser Grad ist ein sogenanntes Berufsdoktorat.

## Ungarn
Der erfolgreiche Abschluss des ungarischen Medizinstudiums bedarf einer Diplomarbeit und berechtigt entsprechende Absolventen nach ungarischem Hochschulrecht zur Führung des Titels dr. med. Hierbei handelt es sich nicht um einen akademischen Grad, sondern um ein sogenanntes Berufsdoktorat, das mit dem Studiumabschluss vergeben wird. Zu beachten ist die Kleinschreibung des „dr.“ sowie die verpflichtende Angabe des Zusatzes „med.“.
Natürlich kann über die Diplomarbeit hinaus auch eine Doktorarbeit erstellt, eingereicht und verabschiedet werden, mit der ein akademischer Grad erworben wird, der z. B. zur Führung des Titels „Dr.“ berechtigt.
In Deutschland durften früher Berufsdoktorat-Titel nach dem „Abkommen der Regierung der Bundesrepublik Deutschland und der Regierung der Republik Ungarn über die Anerkennung von Gleichwertigkeiten im Hochschulbereich“ nur unter Angabe der verleihenden Institution geführt werden. Jedoch beschloss beispielsweise das Bundesland Nordrhein-Westfalen in § 66 Abs. 1 des Landeshochschulgesetzes, dass der Grad „mit einem Zusatz verliehen werden [kann], der die verleihende Hochschule bezeichnet; er kann auch ohne diesen Zusatz geführt werden.“ Weitere Bundesländer folgten diesem Beispiel, so dass heute in fast keinem Bundesland der Zusatz, der die verleihende Hochschule bezeichnet, mehr gefordert wird.
Seit Ungarn in der EU ist, wurden die Regelungen mehrfach geändert. Die Anerkennung in Deutschland ist teilweise vereinfacht worden, jedoch gibt es immer noch unterschiedliche Regelungen in den verschiedenen Bundesländern. In der Regel erhalten Ärzte aus Ungarn heute die Anerkennung als „Dr. med.“ bzw. „Dr. med. dent.“ und müssen ihren Titel nicht mehr als „dr. med.“ oder „dr. dent.“ führen und auch die verleihende Universität muss nicht mehr angegeben werden.
Der ungarische Abschluss berechtigt zur Beantragung der Approbation in Deutschland. Die Anerkennung erfolgt gemäß der EU-Berufsanerkennungsrichtlinie, die die Gleichwertigkeit der Abschlüsse innerhalb der EU sicherstellt.

## Vereinigte Staaten von Amerika
In den USA ist der Doctor of Medicine, abgekürzt als M.D., ein berufsqualifizierender Hochschulabschluss des Medizinstudiums (sog. Berufsdoktorat, „professional degree“), der ohne eine Promotionsleistung vergeben wird. Immer seltener verliehen wird ausschließlich in den USA der Doctor of Medical Research (Abkürzung: Dr. mr.), der eine Promotionsleistung entsprechend der Rechtslage vor Ort als Voraussetzung hat.

## MD (medicinae doctor)
Der in Medizin erworbene Doktorgrad wurde früher auch entsprechend der lateinischen Bezeichnung medicinae doctor, abgekürzt als MD, hinter dem Namen aufgeführt. In dieser Funktion wird der Titel MD noch heute im Vereinigten Königreich verliehen, dort ist er im Gegensatz zum US-amerikanischen M.D. also weiterhin ein Forschungs- und kein Berufsdoktorgrad und erfordert eine wissenschaftliche Promotionsschrift. Das unbefugte Führen dieses Titels als einen akademischen Grad (z. B. in Form eines „Dr.“ oder „Dr. med.“) ist in Deutschland gemäß § 132a StGB strafbar.